# 一条美雲
一条美雲（いちじょう みくも、2001年 - ）はカプコンのゲーム『逆転検事』シリーズに登場する架空の人物。

## 概要
『逆転裁判』シリーズのスピンオフにおける『逆転検事』『逆転検事2』に登場するヒロイン。
ディレクターは当初、ヒロイン候補として大場カオルか宝月茜を思い浮かべていたが、「御剣がカッコ良すぎるため話が進まない」ということで、御剣に憧れないキャラクターを作成した。クールな御剣を「静」とするなら「動」という肉体派キャラクターとして描かれている。BGMは「真実を盗む大ドロボウ」。海外版の名前はKay Faraday。

## 担当声優
- 藤村歩（2作品のPV、『特別法廷2010』、ドラマCD『逆転検事2 〜宇宙からの逆転!?〜』など）

『鬼武者Soul』では声優名はクレジットされていない。

## 人物
17歳の少女で高校生。出身地などは明らかではない。

### 家族構成
父親は検事をしていた一条 九郎（いちじょう くろう）。九郎が7年前の事件で他界しているため、遠方にある母の実家で暮らしていた（『検事』第4話）。御剣とは九郎が殺害された事件の際に知り合い（その後、御剣は彼女のことを忘れてしまっていた）、7年後に再会して以来彼と行動を共にするようになる。

### 性格
明るい性格で笑顔を絶やさない。場を和ませようと冗談をよく言うが、大抵は御剣にあしらわれている。一方で家族関係の話題になると同情したり、涙することもある。また非情な人物や利己的な人物に対しては真剣に怒ることもある。糸鋸に対しては「ノコちゃん」と呼ぶなど意気投合しており、他の人物とも比較的簡単に意気投合することができる。そのため話が通じにくい相手に対しては御剣の代わりに発言をすることもある。
大ドロボウ「ヤタガラス」の2代目として真実を盗むことにこだわっている。また高価そうな金品に目を光らせることがしばしばあるが、窃盗をしたことはない。
『検事2』第4話では、一時的に記憶喪失となり、しとやかで控えめな性格になり暗い表情を多く見せていた。糸鋸によると繊細で傷付きやすい美雲はもはや別人とのこと。一人称も「あたし」になり、雰囲気も全く変わってしまった上に服装も違ったために御剣たちもバッジを見るまでは美雲だとは気付かなかった。この際非常に怪我したように包帯が巻かれていたが、これは武藤瞳子の信念によるもので実際には頭を強打していただけだった。しかし御剣いわく「本質は変わっていなかった」とのこと。
付き合いは短いものの御剣とは互いに強く信頼しあっている。御剣も美雲のことは「自分の領域にズカズカと入ってくる」と評している一方で、美雲に殺人容疑がかかった時には必死に守り続けるなどしている。さらには「ウチの大ドロボウと刑事は特別に優秀なのだよ」と糸鋸と共に御剣からも認められている。

### 来歴
2012年に父親を殺人事件で失い、その時に御剣、冥、糸鋸と出会う（この時は小学生で10歳だった）。この事件をきっかけに2代目「ヤタガラス」として父の死の真相を強く追い求めるようになる（『検事』第4話）。2019年の3月に大使館にヤタガラスを名乗る予告状が出されたことで御剣と再会、彼の捜査を助ける（『検事』第3話）。その後、大使館事件で殺人容疑をかけられたが、御剣によって救われ、父親の死の真相を突き止める（『検事』第5話）。その2週間後、ひょうたん湖公園で起こった大統領暗殺事件（『検事2』第1話）を皮切りに、御剣と共に真相を追い求めはじめる。高校に通っており、得意科目は体育。

### 容姿
服装は桃色唐草模様シャツにカラスを思わせる黒いマフラー。マフラーにはヤタガラスのマークである三本足のカラスがあしらわれたバッジが付けられている（このバッジは彼女自身で作ったもの）。黒いミニスカートと足袋を履いており、腰にはウェストポーチらしき鞄を付けている。この鞄の中には様々なものや「ぬすみちゃん（後述）」に、煙幕用のマッチも持ち歩いている。髪型は頭のほぼ真上に結び、左右に別れたちょんまげに近いポニーテール。刀の柄のような髪留めをしており、古い鍵を模した簪も刺しているなど、和風な雰囲気を醸し出している。
『検事』第4話では小学生時代の彼女が登場する。当時は、髪は短いが天辺で纏められており、へそだしルックに短いズボンを着用している。また、このころからウェストポーチらしき鞄を持っていたが、この時の美雲にはサイズが大き過ぎて合わなかったために腰に付けることができず、肩に巻くように付けていた。

### 好物・苦手なもの
『検事』では父親が検事であるため、裁判所から帰るときによく買ってもらったドラ焼きが大好物。その他甘いもの全般には目がない。また忍者ナンジャの大ファンである。高いところやお祭り騒ぎなども大好きである。また、クレーンなどの大型建造物も好き。鍵の類にも敏感である他、大ドロボウを目指すだけあって金品には過剰な興味を示す。『検事2』第5話の裁判所の模型のやり取りやドラマCDのやり取りから、変形するロボットが登場するヒーロー番組の類が「カッコ良くて」好き。ネコにじゃれるなどの描写があり、イヌかネコかで言ったら「ネコ派」だが、本当は「トリ派」。
血生臭い話や明らかに怖いものには恐怖を示し、『検事2』第2話では犬にも怯えていた。UFOは好きだが、宇宙人には抵抗がある。

### 趣味・特技
ドロボウを目指すだけあって、縄解きが得意。高い所からも平気で飛び降りられるなど度胸もある。また、度々ヤタガラスのテーマを歌っている。子供のころはカラオケ大会でこの歌を歌い、準優勝を取ったことがある。頭を使うのは苦手なようで、特に数学関係は不得意。遊びでは五目並べが得意とのこと。
捜査では彼女が持つ携帯電話に似た黒い機械である「ぬすみちゃん」を用いて過去の現場を再現し、御剣をサポートしていく。

## 関連人物
- 御剣怜侍 - 相棒、友人
- 糸鋸圭介 - 友人
- 宝月茜 - 『検事』第3話以降友人
- 一条九郎 - 父
- 猿代草太 - 『検事2』第3話以降友人